# NGC 3438
NGC 3438 је спирална галаксија у сазвежђу Лав која се налази на NGC листи објеката дубоког неба.
Деклинација објекта је + 10° 32' 51" а ректасцензија 10h 52m 25,9s. Привидна величина (магнитуда) објекта NGC 3438 износи 13,4 а фотографска магнитуда 14,3. NGC 3438 је још познат и под ознакама UGC 5988, MCG 2-28-25, CGCG 66-52, PGC 32638.